# Rock or Bust
| 총 점수             | 총 점수 |
| 출처                | 점수    |
| ------------------- | ------- |
| 메타크리틱          | 75/100  |
| 평가 점수           |         |
| 출처                | 점수    |
| AllMusic            | [ 2 ]   |
| The Daily Telegraph | [ 3 ]   |
| The Guardian        | [ 4 ]   |
| NME                 | 7/10    |
| The Observer        | [ 6 ]   |
| PopMatters          | 7/10    |
| Rolling Stone       | [ 8 ]   |
| USA Today           | [ 9 ]   |

《Rock or Bust》는 오스트레일리아의 하드 록 밴드 AC/DC의 열여섯 번째 스튜디오 음반이다. 이 음반은 국제적으로 발매된 그들의 열다섯 번째 스튜디오 음반이고, 오스트레일리아에서 발매된 열여섯 번째 음반이다. 이 음반은 밴드가 지금까지 발매한 음반 중 가장 짧은 음반이다. 《Rock or Bust》는 리듬 기타리스트 스티비 영이 참여하는 그룹 최초의 음반으로, 2014년 건강상의 문제로 밴드에서 은퇴한 창단 멤버 맬컴 영을 대체했다.
이 밴드는 2014년 10월 7일, 〈Play Ball〉이라는 제목의 음반에서 데뷔 싱글을 발표했다. 이 곡은 스페인 (28위), 프랑스 (39위), 스위스 (19위) 등 다양한 국가에서 40위권에 진입하는 등 상업적 성공을 거두고 있다.
이 음반은 밴드가 발매한 음반 중 가장 짧은 음반이고, 약 35분, 이것은 1983년에 발매된 이전의 최단 음반 《Flick of the Switch》보다 2분 더 짧다.
《Rock or Bust》는 오스트레일리아, 캐나다, 독일, 스웨덴을 포함한 12개국에서 1위로 정점을 찍었다. 그것은 뉴질랜드, 영국, 미국, 이탈리아를 포함한 12개국에서 상위 5위에 올랐다. 이 음반은 2015년 AC/DC에서 록/얼터너티브 (국제적)으로 ECHO 상을 받았다.
드러머 필 러드는 가택연금 선고를 받은 뒤 크리스 슬레이드로 교체돼 지원 투어에 참가할 수 없었다. 리드 보컬리스트 브라이언 존슨은 청력 손실로 투어 5차전을 마치고 밴드를 떠날 수밖에 없었고, 2016년 3월, 건즈 앤 로지스의 리드 싱어 액슬 로즈가 리드 싱어 자리를 맡아 남은 날짜를 마쳤다. 베이시스트 클리프 윌리엄스는 투어가 끝난 후 음악에서 은퇴하며 밴드를 떠났다. AC/DC는 2년간의 루머 끝에 존슨, 러드, 윌리엄스가 밴드에 재결합하고 새 스튜디오 음반을 작업해왔다는 사실을 공식 확인, 2020년 9월 30일, 《Rock or Bust》가 존슨, 러드, 윌리엄스를 포함시킬 최종 음반이 되지 않을 것임을 확인했다.

## 배경
2014년 11월 28일, 오스트레일리아와 뉴질랜드에서, 그리고 다른 곳에서 2014년 12월 2일에 발매된 《Rock or Bust》는 2010년 《Iron Man 2》 이후 밴드의 첫 번째 음반이자 2008년 《Black Ice》 이후 최초의 오리지널 음반이다.
《Rock or Bust》는 2014년 건강상의 이유로 밴드를 탈퇴한 창단 멤버 겸 리듬 기타리스트 맬컴 영이 없는 밴드의 첫 번째 음반이다. 맬컴의 탈퇴는 후에 밴드와 그들의 경영진에 의해 명확히 밝혀졌는데, 그는 그가 공식적으로 치매 진단을 받았다고 말했다. 맬컴은 음반에 수록된 모든 트랙에 대해 작곡 크레딧을 가지고 있는 반면, 그의 모든 기타 파트는 그의 조카 스티비 영이 녹음했다. 그는 형 조지 영 이후 몇 주 뒤인 2017년 11월 18일, 사망했다.
음반이 공식 발표되기 전 브라이언 존슨은 맬컴 없이는 음반 제작이 어렵다는 사실을 인정했다. 그는 이 음반이 맨 다운이라고 불릴 수 있다는 생각을 가져왔지만, 제목이 맬컴의 상황과 전반적인 건강에 너무 부정적인 것일 수도 있다고 믿었다.
2014년 11월 6일, 드러머 필 러드는 두 명의 남자에 대한 살인을 조달하려 한 혐의로 체포되었다. AC/DC는 이날 성명을 내고 "그 소식이 전해지면서 필의 체포 사실을 알게 되었을 뿐입니다. 더 이상의 언급은 없습니다. 필의 부재는 새 음반 《Rock or Bust》의 발매와 내년 투어에 영향을 미치지 않을 것입니다."라고 말했다. 러드가 밴드에 남아있을지, 아니면 누가 그의 후임자가 될지는 아직 확실하지 않았다. 다음 날 러드에 대한 조달 시도 혐의는 취하되었는데, 필로폰 소지 및 대마초 소지 혐의와 살해 협박 혐의가 남아 있었다.

## 곡 목록
모든 곡들은 앵거스 영과 맬컴 영이 작사/작곡하였다.
| #  | 제목                             | 재생 시간 |
| -- | -------------------------------- | --------- |
| 1. | 〈Rock or Bust〉                 | 3:03      |
| 2. | 〈Play Ball〉                    | 2:47      |
| 3. | 〈Rock the Blues Away〉          | 3:24      |
| 4. | 〈Miss Adventure〉               | 2:57      |
| 5. | 〈Dogs of War〉                  | 3:35      |
| 6. | 〈Got Some Rock & Roll Thunder〉 | 3:22      |

| #   | 제목                 | 재생 시간 |
| --- | -------------------- | --------- |
| 7.  | 〈Hard Times〉       | 2:44      |
| 8.  | 〈Baptism by Fire〉  | 3:30      |
| 9.  | 〈Rock the House〉   | 2:42      |
| 10. | 〈Sweet Candy〉      | 3:09      |
| 11. | 〈Emission Control〉 | 3:41      |

## 인증
| 국가                                                                                         | 인증        | 판매량/출하량 |
| -------------------------------------------------------------------------------------------- | ----------- | ------------- |
| 오스트레일리아 (ARIA)                                                                        | 플래티넘    | 70,000^       |
| 오스트리아 (IFPI 오스트리아)                                                                 | 2× 플래티넘 | 30,000*       |
| 벨기에 (BEA)                                                                                 | 골드        | 15,000*       |
| 캐나다 (뮤직 캐나다)                                                                         | 플래티넘    | 80,000^       |
| 덴마크 (IFPI Danmark)                                                                        | 골드        | 10,000^       |
| 프랑스 (SNEP)                                                                                | 3× 플래티넘 | 300,000*      |
| 독일 (BVMI)                                                                                  | 다이아몬드  | 750,000       |
| 헝가리 (MAHASZ)                                                                              | 플래티넘    | 2,000^        |
| 이탈리아 (FIMI)                                                                              | 플래티넘    | 50,000*       |
| 뉴질랜드 (RMNZ)                                                                              | 골드        | 7,500^        |
| 폴란드 (ZPAV)                                                                                | 플래티넘    | 20,000        |
| 스페인 (PROMUSICAE)                                                                          | 플래티넘    | 40,000^       |
| 스웨덴 (GLF)                                                                                 | 골드        | 20,000        |
| 스위스 (IFPI 스위스)                                                                         | 4× 플래티넘 | 80,000^       |
| 영국 (BPI)                                                                                   | 골드        | 100,000*      |
| 미국 (RIAA)                                                                                  | 골드        | 500,000^      |
| *판매량을 기반으로 한 인증 · ^출하량을 기반으로 한 인증 · 판매량+스트리밍을 기반으로 한 인증 |             |               |